# Liste der Baudenkmale in Whangaehu
Die Liste der Baudenkmale in Whangaehu umfasst alle vom New Zealand Historic Places Trust (NZHPT) als „Historic Place“ oder „Historic Area“ eingestuften Baudenkmale und Flächendenkmale der neuseeländischen Ortschaft Whangaehu. Die Angaben stammen aus dem Register des NZHPT. Die Bezeichnungen der Baudenkmale orientieren sich an diesem Register. In die Liste werden auch bekannte Wahi Tapu (Area), kulturell und religiös bedeutsame Stätten und Gebiete der Māori, aufgenommen. Sie werden jedoch meist nicht publiziert.

| Bild | Bezeichnung             | Ort       | Anschrift                            | Beschreibung                    | Bauzeit | Eintrag            | Nummer | Kat. |
| ---- | ----------------------- | --------- | ------------------------------------ | ------------------------------- | ------- | ------------------ | ------ | ---- |
| BW   | Pits                    | Whangaehu | 1126 State Highway 3 Karte (ungenau) | Gruben                          | n.a.    | 22. September 1986 | 6218   | 2    |
| BW   | Pits                    | Whangaehu | 1126 State Highway 3 Karte (ungenau) | Gruben                          | n.a.    | 22. September 1986 | 6219   | 2    |
| BW   | Terrace / Pits / Midden | Whangaehu | 1126 State Highway 3 Karte (ungenau) | Terrasse / Grube / Abfallhaufen | n.a.    | 22. September 1986 | 6220   | 2    |
| BW   | Pits                    | Whangaehu | 1126 State Highway 3 Karte (ungenau) | Gruben                          | n.a.    | 22. September 1986 | 6221   | 2    |
| BW   | Pits                    | Whangaehu | 1126 State Highway 3 Karte (ungenau) | Gruben                          | n.a.    | 22. September 1986 | 6222   | 2    |
| BW   | Pits                    | Whangaehu | 1126 State Highway 3 Karte (ungenau) | Gruben                          | n.a.    | 22. September 1986 | 6223   | 2    |
| BW   | Pits/Terraces           | Whangaehu | 1126 State Highway 3 Karte (ungenau) | Gruben                          | n.a.    | 22. September 1986 | 6227   | 2    |
| BW   | Pits                    | Whangaehu | 1126 State Highway 3 Karte (ungenau) | Gruben                          | n.a.    | 22. September 1986 | 6228   | 2    |